# Hipo, Monito y Fifí
Hipo, Monito y Fifí fue una serie de historietas dirigida a niños creada por Emilio Boix para diferentes publicaciones de la  Editorial Marco entre 1942 y 1962. 

## Trayectoria editorial
La serie ocupó primero todas las páginas de la colección de cuadernos apaisados "Biblioteca especial para niños" , para pasar después de 479 números, a aparecer en una revista titulada precisamente "Hipo, Monito y Fifí" que compartía con otras muchas series. En 1962 volvió a contar con su propia colección de cuadernos monográficos titulada simplemente "Hipo".

## Argumento y personajes
La serie presenta las aventuras de un grupo de animales humanizados, muy en la línea de Walt Disney:
- Hipo, un hipopótamo
- Monito
- Fifí

Otro personaje recurrente es Don Trompa, el elefante.